# Macrobrochis
Macrobrochis is een geslacht van vlinders van de familie spinneruilen (Erebidae), uit de onderfamilie Arctiinae.

## Soorten
- M. borneensis Roepke, 1938
- M. gigas Walker, 1854
- M. immaculata Mell, 1922
- M. infernalis Roepke, 1938
- M. notabilis Kishida, 1992